# Сбитнев, Юрий Николаевич
Сбитнев Юрий Николаевич (8 октября 1931, Верея — 16 апреля 2021) — русский писатель, член Союза писателей СССР, России с 1973 года, член Национального союза писателей Украины с 2014 года.

## Биография
Трудовую деятельность начал на Подольском химико-металлургическом заводе, пройдя путь от рабочего до мастера ведущей профессии. Служил в Советской армии. Учился в Литературном институте имени Горького. Работал в журнале «Смена», в редакции литературно-драматического вещания Всесоюзного радио, а также в журнале «Огонёк», ответственным секретарём которого Юрий Сбитнев был несколько лет. С 1975 года перешёл на творческую работу.
Первые стихи, рассказы, очерки появились в центральной печати в середине 50-х годов. За долгую творческую жизнь написал множество сценариев радио- и телепередач, издавал книги поэзии, прозы и публицистики в крупнейших издательствах Советского Союза и за рубежом. Его книги переведены на английский, польский, чешский, немецкий, болгарский и другие языки мира.
С конца 1980-х годов по 2013 год постоянно проживал в селе Талеж Чеховского района Московской области.

## Творчество
Многие годы Юрий Сбитнев жил и работал в Сибири, на Дальнем Востоке, в Средней Азии, на Памире. Однако своей творческой родиной писатель считает Нижнюю Тунгуску, как он её называет, «северную Гангу — самую загадочную реку мира». Именно она, Нижняя Тунгуска, воспетая Вячеславом Шишковым Угрюм-река, стала вдохновением и главным героем «северных повествований» прозаика, среди которых — тетралогия «Авлакан», вместившая книги «Стрелок из лука», «До ледостава», «Пожар», «Костёр в белой ночи»; повести «Прощание с землёй», «Охота на лося», «Свершивший зло», «Ловцы», «Тайна останется тайной», роман «Частная кара» и другие. Пожалуй, особо в тунгусской прозе Юрия Сбитнева отстоит повесть «Эхо», жанр которой определён как «современная сказка». Однако она вместила реальные свидетельства реальных людей, эвенков — очевидцев главной загадки XX века — «тунгусского чуда». Не зря имя писателя стоит в одном ряду с учёными-исследователями этого «дива», а на его повесть ссылаются серьёзные учёные и исследователи, занимающиеся этой проблемой.
Всего Юрий Сбитнев написал о сибирском Севере более 20 книг, по его сценариям снято три художественных фильма: «Случайные пассажиры» (1978 г.), «За счастьем» (1982 г.), «Костёр в белой ночи» (1984 г.).
Последние три десятилетия Юрий Сбитнев посвятил изучению летописного наследия Древней Руси. Этот многолетний затворнический труд завершился написанием романа-дилогии «Великий князь», первая книга которой вышла в 2007 году. Вторая книга вышла в мае 2009 года.
Герой романа — Игорь Черниговский, князь-миротворец, ставший жертвой предательства в мути княжеских усобиц Киевской Руси XII века, один из первых русских святых, канонизированный православной церковью как мученик.
За роман-дилогию «Великий князь» писатель стал лауреатом Всероссийской историко-литературной премии «Александр Невский» 2009 года.
Писатель многие десятилетия занимался изучением шедевра мировой литературы — «Слова о полку Игореве». Его собственное прочтение оригинала 1800 года во многом меняет устоявшееся представление о содержании Поэмы, в частности, о цели похода Игоря Святославича. Юрий Сбитнев также имеет собственную версию об Авторе произведения, который своё имя зашифровал в самой поэме. И писатель разгадал сфрагиду, назвав имя женщины, написавшей этот древнерусский шедевр. Предварительным результатом этих исследований стала вышедшая в мае 2010 года в Чернигове книга «Тайны родного Слова. Моё прикосновение к „Слову о полку Игореве“». Эта небольшая книга, которую Ю. Сбитнев называет «духовным конспектом» к следующей монументальной работе — роману «Великая княгиня», а также его вклад в подготовку и проведение международного празднования 825-летнего юбилея бессмертного памятника русской культуры «Слова о полку Игореве» в 2010 году получили высокую оценку — российский орден «Служение искусству» (недоступная ссылка).
В октябре 2016 года, в дни 85-летнего юбилея писателя, в черниговском издательстве вышла в свет первая книга его исторического романа «Великая княгиня». Книга рассказывает о Золотом XII веке Киевской Руси. В ту эпоху было написано величайшее произведение мировой литературы Средневековья — «Слово о полку Игореве». О жизни героев этого произведения и о его Авторе ведёт своё живое поэтическое повествование писатель в своём новом романе. После этого прозаик работал над второй книгой «Великой княгини».

## Сценарист фильмов
- 1984 — Костёр в белой ночи
- 1982 — За счастьем
- 1978 — Случайные пассажиры

### Статьи
- Благоверный князь Игорь Черниговский — кто он? (недоступная ссылка)
- Статья о писателе на портале Чернигова
- СВЕРШИВШЕЕСЯ ЧУДО. Воспоминания о Г. В. Свиридове
- «И ТОГДА БЫЛ БЫ РАЙ НА РУСИ…»

### Произведения в Сети
- Уезжаю. Сердце остаётся… Стихотворение.
- Память о поле Куликовом. Стихи.
- Эхо. Отрывок из повести.
- Прощание с Землёй. Повесть.
- Тайна останется тайной… Повесть. (недоступная ссылка)